# Le Grand Café (centre d'art contemporain)
Pour les articles homonymes, voir Grand café.
Le Grand Café est un centre d'art contemporain créé en 1997, par la ville de Saint-Nazaire. Il est situé place des Quatre z'Horloges.

## Description
Un restaurant Le Grand Café ouvre place Carnot, en 1864. Il est tenu par les parents d'Aristide Briand. Il est situé au cœur de la ville de l'époque. Il échappe aux bombardements en 1943. Jusqu’en 1969, il continue d’être un café.
En 1994, la ville de Saint-Nazaire achète Le Grand Café. En 2004, Le Grand Café obtient le label centre d’art contemporain, par le ministère de la Culture. En 2017, il est labellisé Centre d’art contemporain d’intérêt national, par le ministère de la Culture. Cela lui garantit la liberté de programmation.
C'est un lieu de production et d’édition. Il programme trois expositions annuelles et accueille des artistes en résidence. Il alterne artistes émergents et confirmés. Le Grand Café disposent sur deux étages de quatre salles d'exposition d'une superficie totale de 400m². Les quatre salles bénéficient d'une lumière naturelle avec de très larges ouvertures. Le bâtiment conserve les éléments d'architecture de l'époque : colonnes en fonte, carrelage, parquet, balcon en fer forgé.
Depuis 2009, Le Grand Café programme également chaque été une grande exposition thématique ou monographique dans l'ancienne base sous-marine Le Life. Le Life accueille des installations de très grandes dimensions. Il dispose d'un espace de 1 600 m² au sol.
En 2022, des tensions se font jour entre Le Grand Café et la ville de Saint-Nazaire. Celle-ci décide de suspendre pendant au moins deux ans les expositions organisées au Life par Le Grand Café.

## Expositions (sélection)
- Alain Bublex, 1998,
- Christian Boltanski, 1999
- Jordi Colomer, 2002
- Céleste Boursier-Mougenot, 2002
- Anita Molinero, 2003
- Anthony McCall, 2009
- Raphaël Zarka, 2011
- Bertille Bak, 2014
- Harun Farocki, 2017
- Anne Le Trotter, 2019
- Stéphane Thidet, 2022